# War (пісня King Von)
«War» — сингл американського репера King Von з його другого студійного альбому, першого посмертного, What It Means to Be King, виданий 2 березня 2022 р. на лейблах Only the Family та Empire Distribution.

## Опис
King Von уперше показав пісню у 2020 році в Instagram Live, до свого вбивства пізніше того ж року. Пісня також набула популярності через соціальну платформу TikTok. У треці виконавець читає реп про свій вуличний спосіб життя, бувши завжди напоготові, та про розправи над своїми ворогами. Існує офіційне лірик-відео.

## Чартові позиції
| Чарт (2022)                             | Найвища позиція |
| --------------------------------------- | --------------- |
| Billboard Global 200                    | 195             |
| США (Billboard Hot 100)                 | 73              |
| США (Hot R&B/Hip-Hop Songs) (Billboard) | 23              |